# Livedoor キーワード
livedoor キーワード（ライブドア キーワード）は、株式会社ライブドアが2006年3月20日に開始したデータベースサービス。
似顔絵選手権を開催し、広く似顔絵を集めていた。
現在はウィキペディア日本語版に含まれるフリー百科事典の情報及びその関連情報を引用して提供するサービス「livedoor ニュースキーワード」となっている。NHN Japan株式会社が運営。

## 機能
- ブログ記事解析
  - 日本の主要なブログ記事内で利用されているキーワードを解析し、どの言葉が現在流行しているか表示する。表示方法にはタグクラウドとよばれる仕組みを利用し、流行している言葉ほど文字が大きく表示される。流行解析も導入しており、「韓国俳優の20%はヨン様でできている」などを表示する。流行解析は廃止され、キーワード解析も休止中。

### 廃止された機能
- キーワード解説
  - キーワードの解説はwikiの発想を取り入れ、利用者自身によって行われる。編集するにはlivedoor IDが必要である。途中よりプレミアムユーザー制度を導入し、不正な編集の有無をプレミアムユーザー自身が監視している。記法はwikiとHTMLのそれぞれ一部の組み合わせ。2009年10月27日に廃止された。

## 他のサービスとの連動
- livedoor knowledge（質問との連動）
- livedoor 路線案内（駅周辺情報との連動、 2011年4月30日12:00にサービス自体が廃止されている）
- livedoor ニュース（廃止）
- livedoor PJニュース（廃止）
- livedoor リスログ（廃止。現・livedoor ニュース ネットリサーチ）
- livedoor Blog（廃止）